# Saint-Georges-de-Rouelley
Saint-Georges-de-Rouelley – miejscowość i gmina we Francji, w regionie Normandia, w departamencie Manche.
Według danych na rok 1990 gminę zamieszkiwało 600 osób, a gęstość zaludnienia wynosiła 29 osób/km² (wśród 1815 gmin Dolnej Normandii Saint-Georges-de-Rouelley plasuje się na 376. miejscu pod względem liczby ludności, natomiast pod względem powierzchni na miejscu 115.).